# Facção central

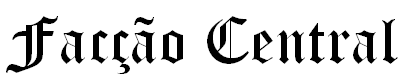

Facção Central was een Braziliaanse rapgroep, die in 1989 opgericht was in São Paulo. De groep bestond onder anderen uit de rappers Eduardo, Dum-Dum, Jota Ariais en Smith en DJ Marquinhos.
De formatie wisselde enkele keren van samenstelling. Het enige overgebleven lid Dum-Dum overleed in mei 2023 op 54-jarige leeftijd.

## Discografie
- Juventude de Atitude (1995)
- Estamos de Luto (1998)
- Versos Sangrentos (1999)
- A Marcha Fúnebre Prossegue (2001)
- Direto do Campo de Extermínio (2003)
- Facção Central Ao Vivo (2005)
- O Espetáculo do Circo dos Horrores (2006)